# Aleš Höffer
Aleš Höffer (né le 9 décembre 1962 et mort le 14 novembre 2008) est un athlète tchèque, spécialiste du 110 mètres haies.

## Biographie
Concourant pour la Tchécoslovaquie, il remporte le titre du 60 mètres haies lors des Championnats d'Europe en salle 1988, à Budapest, en devançant le Britannique Jon Ridgeon et l'Espagnol Carlos Sala. 
Il remporte à trois reprises les Championnats de Tchécoslovaquie, sur 110 m haies, en 1985, 1987 et 1989.

### Palmarès
| Date | Compétition                    | Lieu     | Résultat | Épreuve    |
| ---- | ------------------------------ | -------- | -------- | ---------- |
| 1988 | Championnats d'Europe en salle | Budapest | 1er      | 60 m haies |

### Records
| Épreuve     | Performance | Lieu     | Date               |
| ----------- | ----------- | -------- | ------------------ |
| 60 m haies  | 7 s 56      | Budapest | 6 mars 1988        |
| 110 m haies | 13 s 70     | Rome     | 1er septembre 1987 |